# کچلک‌بازی
کچلک‌بازی نمایش شاد ایرانی در دورهٔ زندی بود. شخصیت‌های اصلی این نمایش، لوطیها و مسخرگان کچل بودند. مشهورترین نمونهٔ کچلک‌بازی، نمایش حسن کچل است. او فردی فقیر بود که مرتب به خواستگاری دختر حاجی پولداری می‌رفت و هربار پس از درگیری‌های بسیار بازمی‌گشت. در کچلک‌بازی، کاسبکارهای پولدار و طماع هجو می‌شدند. از این نوع نمایش، متن مکتوبی در دست نیست.